# 진관3로
진관3로는 서울특별시 은평구 진관동 구파발사거리와 일영송추사거리를 잇는 서울특별시의 도로이다.

## 연혁
- 2009년: 은평뉴타운 개발과 함께 새로 재개통
- 2010년 6월 10일: 도로명을 진관3로로 고시

## 주요 경유지
서울특별시
- 은평구(진관동)

## 노선
| 이름            | 접속 노선                            | 소재지     | 소재지 | 소재지 | 비고 |
| --------------- | ------------------------------------ | ---------- | ------ | ------ | ---- |
| 구파발사거리    | 국도 제1호선 (통일로)                | 서울특별시 | 은평구 | 진관동 |      |
| 금방아다리      |                                      | 서울특별시 | 은평구 | 진관동 |      |
| (이름 없음)     | 진관2로                              | 서울특별시 | 은평구 | 진관동 |      |
| (이름 없음)     | 진관4로                              | 서울특별시 | 은평구 | 진관동 |      |
| 일영송추사거리  | 지방도 제371호선 (오부자로) 북한산로 | 서울특별시 | 은평구 | 진관동 |      |
| 오부자로와 직결 |                                      |            |        |        |      |